# 中国生物化学与分子生物学会
中国生物化学与分子生物学会是中华人民共和国生物化学和分子生物学科技工作者组成的群众性学术团体，是中国科学技术协会主管的社会团体，原名中国生物化学会，1979年5月成立，1993年10月改为现名。